# 1831
Cette page concerne l'année 1831 (MDCCCXXXI en chiffres romains) du calendrier grégorien. Pour l'année 1831 av. J.-C., voir 1831 av. J.-C.
L'année 1831 est une année commune qui commence un samedi.

## Événements

### Afrique
- 4 janvier : le général Damrémont prend Oran. Conformément à la convention signée avec la France le 18 décembre 1830, le bey de Tunis Husayn propose ses services à la France. Il espère obtenir Constantine pour son frère Mustapha et placer Ahmed bey, un autre prince tunisien, au gouvernement d’Oran, ce qui est fait le 4 février. Mais les violences exercées par ses troupes en Algérie font scandale et Paris ne ratifie pas la convention. Ce revirement nuira aux relations franco-tunisiennes, alors que, en offrant ses services à l’occupant, le bey s’est compromis aux yeux des musulmans[1]. Le 17 août, la France prend directement en charge l’administration d’Oran[2].

- 14 février : bataille de Debre Abbay (en) entre le Masâfént du Bégameder Marié d'Yédjou (en), régent de l’empereur d’Éthiopie et son rival Sabagadis (en), gouverneur du Tigray. Marié est tué dans la bataille, mais son allié Oubié (Wube), gouverneur du Semièn, vainqueur, capture Sabagadis qui est mis à mort[3].
- 21 février : en Algérie, le Lieutenant-général Bertrand Clauzel est remplacé par le général Pierre Berthezène, qui avec ses successeurs, le duc de Rovigo (6 décembre 1831-29 avril 1833), Théophile Voirol (29 avril 1833-27 septembre 1834)[4], se contente de l’occupation d’Alger et de ses environs, à de rares exceptions près.

- 27 avril, Cape Coast : accords de paix entre l’Asante, les autres territoires de la Gold Coast et le Britannique George Maclean (en)[5].

- 1er juin, Tete : l’expédition de José Monteiro et Antonio Gamitto franchit le Zambèze. Elle atteint difficilement le Lunda, après avoir été décimée par la variole en Angola, où elle est reçue par le Mwata Kazembe[6].
- 20 juin-3 juillet : évacuation de Tintingue[7]. Échec d’une intervention française dans les querelles internes de Madagascar. Les hova détruisent les comptoirs français après une démarche maladroite pour soutenir contre eux les chefs des Betsimisaraka.

- En Afrique australe, les Nguni de Soshangane affrontent ceux de Zwangendaba (en), qui sont battus à plusieurs reprises[8]. À la suite de dissensions entre leurs meneurs, les Nguni se divisent en trois groupes. Les partisans de Soshangane émigrent vers le sud du Mozambique et fondent l’État de Gaza, du nom du père de leur chef. Ceux de Nxaba s’installent au Zimbabwe actuel et contribuent à la ruine de l’empire du mwene Mutapa. Les hommes de Zwangendaba, après avoir parcouru une partie du Mozambique et du Zimbabwe, continuent leur route vers le Nord et traversent le Zambèze le 20 novembre 1835[9].
- La dynastie des Changamiré de l'ex-Butua (Zimbabwe) est renversée par les peuples Ngoni et Ndébélés venus du nord. Le pays est dévasté[10].
- Retour au Caire de Rifa'a al-Tahtawi et de ses étudiants boursiers. Son expérience de la société française, après un séjour de cinq ans à Paris, lui a inspiré une réflexion sur l’évolution de la civilisation musulmane et de sa rencontre avec la modernité occidentale[11]. L'Or de Paris, publié en 1834, lance le débat qui sera repris par les réformateurs de la renaissance intellectuelle musulmane, la Nahda.

### Amérique
- 4 janvier : pacte fédéral de la Confédération argentine[12].

- Mars, Brésil : dom Pedro choisit un cabinet conforme aux vœux de l’opinion, mais le remplace en avril par un cabinet impopulaire formé seulement de nobles et de sénateurs. L’opposition réclame le retour du cabinet précédent[13].
- 18 mars : procès des Cherokees contre l’État de Géorgie à la suite de la découverte de gisements d’or sur leurs territoires. La Cour suprême rejette leur recours, qualifiant les Indiens de « nations internes et dépendantes »[14].

- 7 avril : l’empereur du Brésil Pierre Ier, devenu très impopulaire, est contraint d’abdiquer, en faveur de son fils Pedro de Alcantara, âgé de cinq ans, qui prend le nom de Pierre II. Celui-ci, né au Brésil après l’indépendance était un véritable Brésilien, mais son accession au trône marque cependant le début d'une période d’instabilité politique. Dom Pedro rentre au Portugal où ils se consacre exclusivement aux droits de sa fille dona Maria II, qu’il remplace sur le trône en 1834. Il meurt la même année à l’âge de 36 ans. Au Brésil, un conseil de régence de trois membres est choisi par le Parlement, deux équipes se succédant à deux mois d’intervalle. Des mouvements fédéralistes naissent dans le Pernambouc, à Bahia et dans le Mato Grosso (1831-1835). Des troubles éclatent à Rio de Janeiro[13].

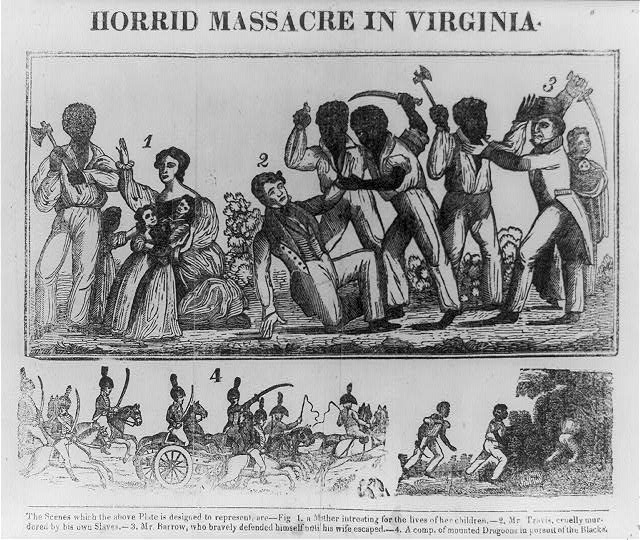
21 août : la révolte de Nat Turner

- 21 août : début d’une révolte d’esclaves noirs dirigée par Nat Turner dans le comté de Southampton (Virginie)[15].

- 18 septembre : José Joaquín Prieto devient président du Chili[16]. Arrivée au pouvoir des conservateurs au Chili. Ils le gardent jusqu’en 1861.
- 4 novembre, guerre civile argentine : victoire décisive des fédéralistes argentin à la bataille de La Ciudadela[17].

- 24 novembre : la traite des Noirs devient illégale au Brésil[18].

### Asie et Pacifique
- 21 février : à Bagdad, le sultan ottoman remplace le dernier mamelouk, Daud Pacha (de), par des gouverneurs ottomans dans le but de restaurer l’autorité de la Porte[19].
- 28 avril : une crue du Tigre détruit 7 000 maisons à Bagdad, faisant 1500 morts. Conjointement une épidémie de peste décime les deux-tiers des habitants ; la population de la ville serait passé de 150 000 à 50 000 habitants[20]
- 6 mai : l’armée du mouvement des Mujahidins est vaincue par les Sikhs à Balakot. Sayyid Ahmad Barelwi (en) meurt dans la bataille[21].

- 7 septembre : le gouverneur des Indes britanniques Bentinck écrit au Rajah de Mysore pour l’informer qu’il va dorénavant assumer l’administration du royaume en raison de sa mauvaise gestion[22]. Le Mysore devient un État princier sous tutelle britannique.
- 9 septembre : le Vatican crée le vicariat apostolique de Corée, au moment où le pouvoir central réprime le catholicisme[23].
- 26 octobre : rencontre à Roopur entre Ranjît Singh et le gouverneur des Indes britanniques lord Bentinck. Renouvellement de l’alliance entre les Britanniques et les Sikhs[24].

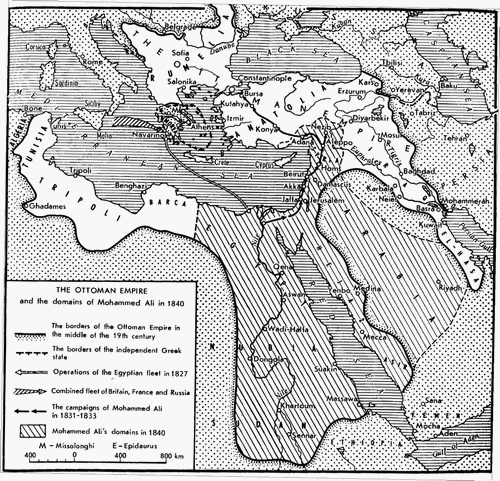
1831-1840 : l’Égypte domine la Syrie.

- 1er novembre : le vice-roi d’Égypte Mohamed Ali et son fils Ibrahim Pacha envahissent la Palestine et la Syrie avec une armée de 30 000 hommes[25], provinces ottomanes dont le sultan leur avait promis le protectorat en échange de leur collaboration en Grèce. Seules les pressions britanniques et françaises les dissuadent de s’attaquer au pouvoir central ottoman. Le sultan retire à Mohamed Ali son titre de pacha.
- 27 novembre : début du siège d’Acre par Ibrahim Pacha (prise le 27 mai 1832)[26].

- 27 décembre : découpage traditionnel du Pacifique en quatre régions, sur une base raciale la Malaisie, la Mélanésie, la Micronésie et la Polynésie, proposée par Jules Dumont d'Urville à la Société de géographie à Paris[27].
- Décembre :
  - le gouvernement chinois renouvelle l’interdiction de l’importation de l’opium[28].
  - Abbas Mirza est envoyé dans le Khorasan pour rétablir l’ordre[29]. La Perse est désorganisée et les finances sont en crise. Le prince Kadjar ‘Abbas Mirza est chargé de rétablir l’ordre dans l’empire au nom du chah Fath 'Ali. Afin de mettre un terme aux révoltes antifiscales que connaît la paysannerie, le prince mène campagne dans le sud, dans le Khorasan et sur les rives de l’Amou-Daria.

- Début de la lutte contre les Thugs, secte apparue au XIIIe siècle à Delhi et au Bengale, qui pratiquent des sacrifices rituels sur les voyageurs par étranglement. Leurs activités sont importantes dans les années 1830. Ils sont décimés par les Britanniques(1831-1837)[30].

### Europe
- 20 janvier : la Conférence de Londres attribue la totalité du Luxembourg, la partie du Limbourg à l'est de la Meuse et Maastricht au roi des Pays-Bas et décide que la Belgique sera un État perpétuellement neutre sous la garantie des cinq puissances (Royaume-Uni, Autriche-Hongrie, France, Prusse, Russie)[31].

- 2 février : le conclave élit le cardinal Capellari comme successeur du Pape Pie VIII (mort en décembre 1830). Le nouveau pape prend le nom de Grégoire XVI[32].

- 3 février : élection en deux tours du duc de Nemours au trône de Belgique par le Congrès national[33].
- 4 février : insurrection populaire à Bologne dirigée par Ciro Menotti (arrêté dès le 3 février). Le 8 février, le gouvernement provisoire proclame la fin de la domination temporelle du pape à Bologne. L’Ombrie, les Marches, Parme sont touchés par l’insurrection[34].

- 7 février : constitution belge[35].
- 14 - 15 février : émeutes à Paris à la suite d’un service funèbre organisé par les légitimistes à Saint-Germain-l’Auxerrois pour l’anniversaire de l’assassinat du duc de Berry. L’église est envahie et mise à sac par les républicains. Le lendemain, l’émeute saccage l’archevêché et de nombreuses églises à Paris et en province[36].

- 4 mars : les troupes autrichiennes entrent dans le duché de Modène[34].

- 18 avril : à Madrid (Espagne), alternative de Francisco Montes dit « Paquiro », matador espagnol[37].
- 27 avril : début du règne de Charles-Albert de Savoie-Carignan, roi de Piémont[38].
- 28 avril - 1er juin : élections générales au Royaume-Uni[39].

- 28 mai : le Schleswig et le Holstein, qui ont réclamé la convocation des États, obtiennent satisfaction par une loi générale, suivie d’un rescrit royal pour l’organisation des États provinciaux le 15 mai 1834[40].

- 26 juin : séparation de la Belgique et des Pays-Bas au traité de Londres[41].

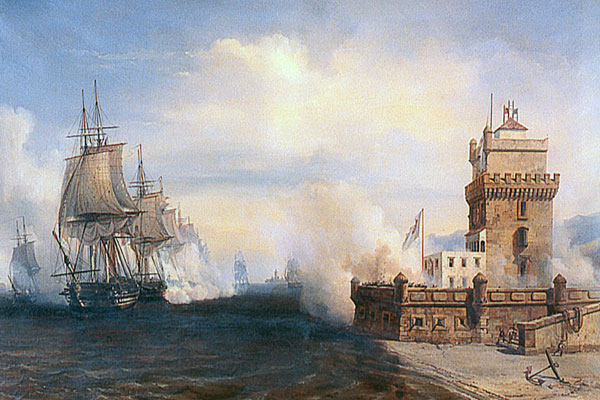
11 juillet : combat du Tage. Le forcement des passes du Tage par l'escadre du contre-amiral Roussin. Les navires français devant la tour de Belém, le Suffren en tête.

- 11 juillet : combat du Tage. Devant le refus de Michel Ier de Portugal de reconnaître la monarchie de Juillet, la Sainte-Alliance autorise la France à intervenir militairement. La flotte française bombarde Lisbonne[42].
- 21 juillet : Léopold Ier de Belgique devient le premier roi des Belges. Il fait son entrée à Bruxelles et prête serment à la constitution belge[33].

- 2 - 12 août : campagne des Dix-Jours. L’armée néerlandaise envahit la Belgique et bat les forces belges, mais doit se replier le 12 après l’intervention des troupes françaises[43].
- 25 août : adhésion de l'électorat de Hesse au Zollverein[44].

- 9 octobre : assassinat de Ioánnis Kapodístrias à Nauplie. La Grèce est livrée aux intérêts étrangers, surtout britanniques[45].
- 15 octobre : « 24 articles » de Londres qui attribuent à la Belgique la partie occidentale du Limbourg et du Luxembourg (converti en traité le 15 novembre)[46].

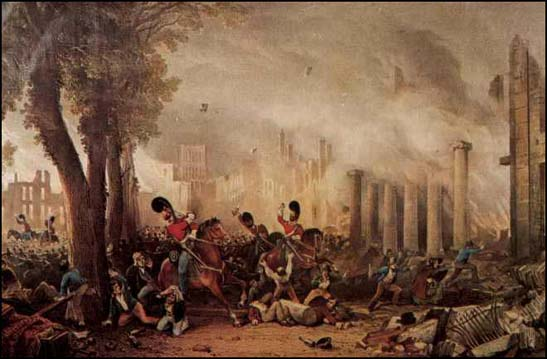
28-31 octobre : émeutes de Bristol.

- 28-31 octobre : émeutes de Bristol au Royaume-Uni[47].

- 21 novembre - 3 décembre : première révolte des Canuts à Lyon[48].

### Empire russe
- 18 janvier : Adam Czartoryski devient président du gouvernement provisoire de Varsovie[49]. Les Polonais expulsent les autorités russes et proclament leur indépendance.

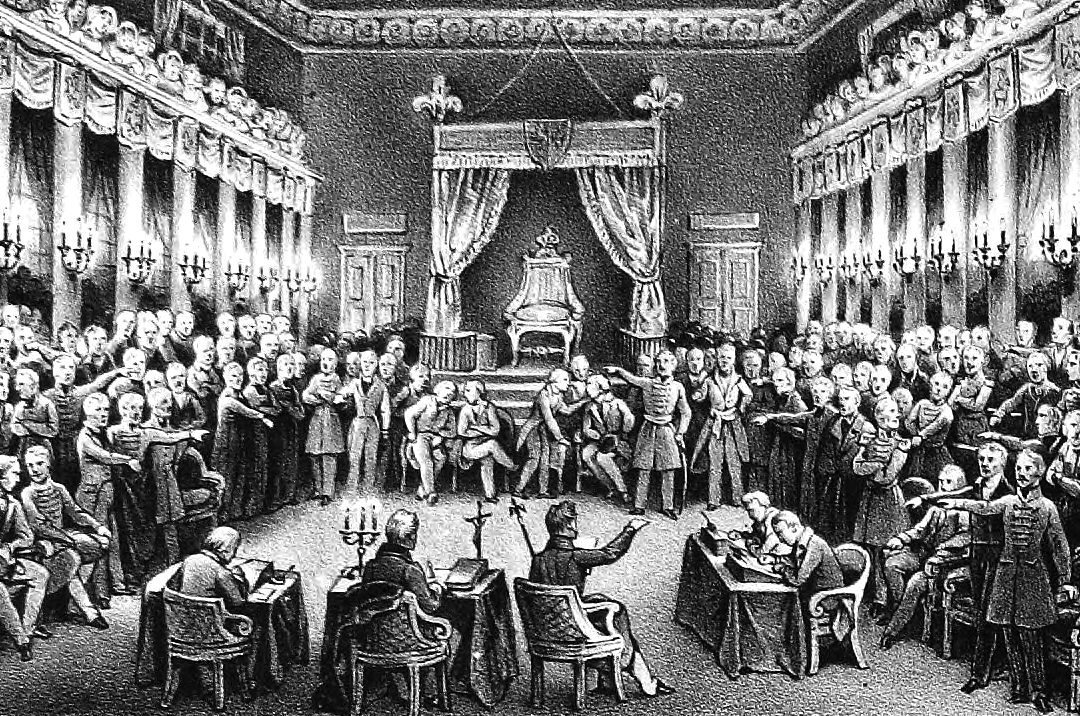
25 janvier : le Sejm proclame la déchéance du tsar comme roi de Pologne.

- 25 janvier : le Sejm proclame la déchéance du tsar. Au cours de la guerre qui s’ensuit, les Polonais résistent aux Russes pendant plusieurs mois[50].

- 5-6 février: le maréchal russe Ivan Dibich entre en Pologne à la tête de 115 000 hommes[49].
- 14 février : victoire polonaise à la bataille de Stoczek[51].
- 17 février : victoire polonaise à la bataille de Dobra. Première bataille de Kałuszyn[51].
- 19 février : victoire polonaise à la bataille de Nowa Wieś[52].
- 19-20 février : première bataille de Wawer[51].

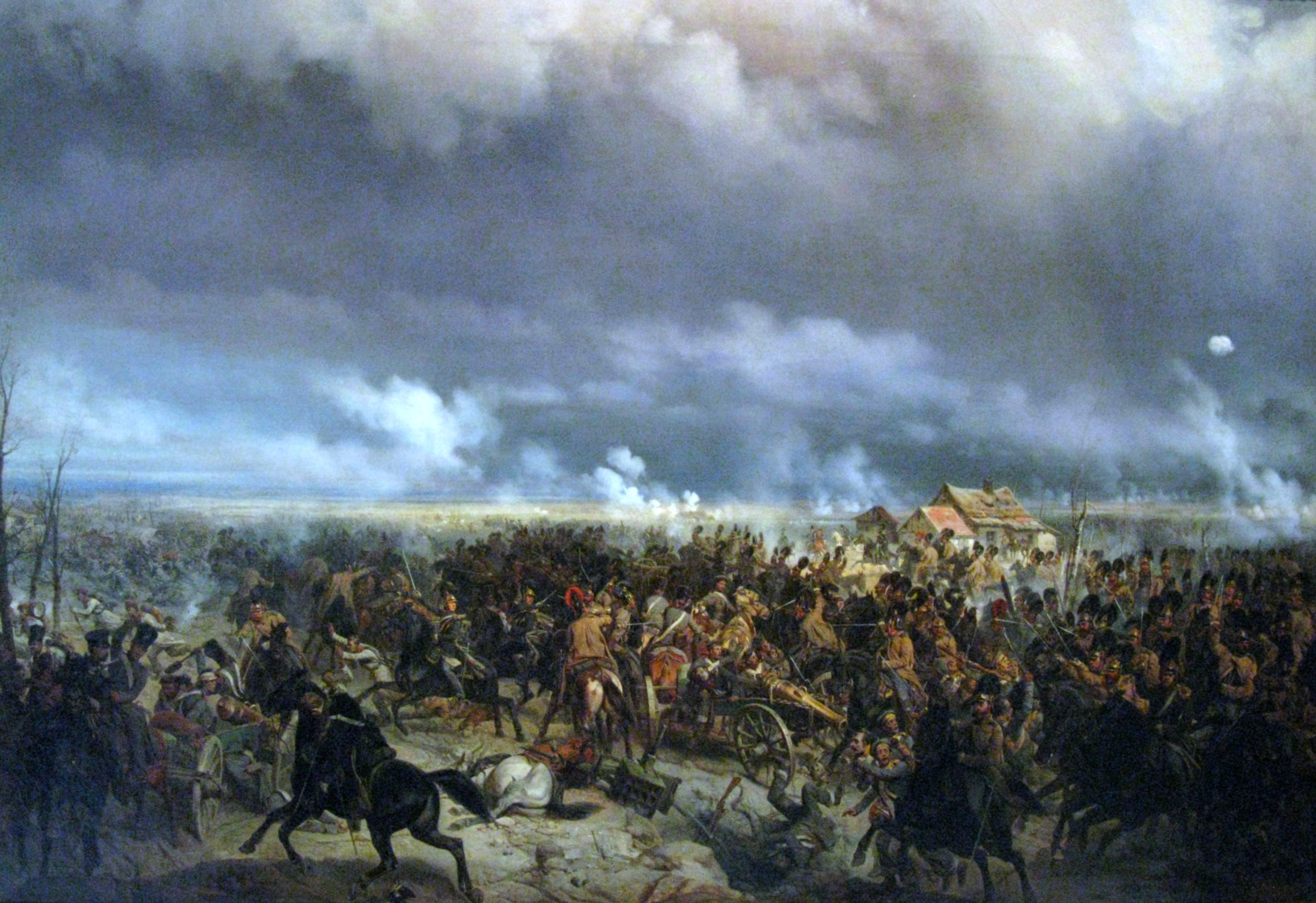
25 février : bataille de Grochow

- 24-25 février : victoire polonaise à la bataille de Bialoleka[51].
- 25 février : les Polonais arrêtent l’avance russe à la bataille de Grochów[51], mais l’État major est divisé sur la stratégie à adopter (extension du mouvement aux peuples voisins ou considération en Pologne).

- 25 mars : insurrection nationaliste en Lituanie. La jeune comtesse Émilie Plater rejoint les insurgés[53].
- 30-31 mars : victoire polonaise à la bataille de Debe Wielkie[51].

- 10 avril : victoire polonaise à la bataille d'Iganie[51].
- 18 avril : victoire russe à la bataille de Kazimierz Dolny[54].

.

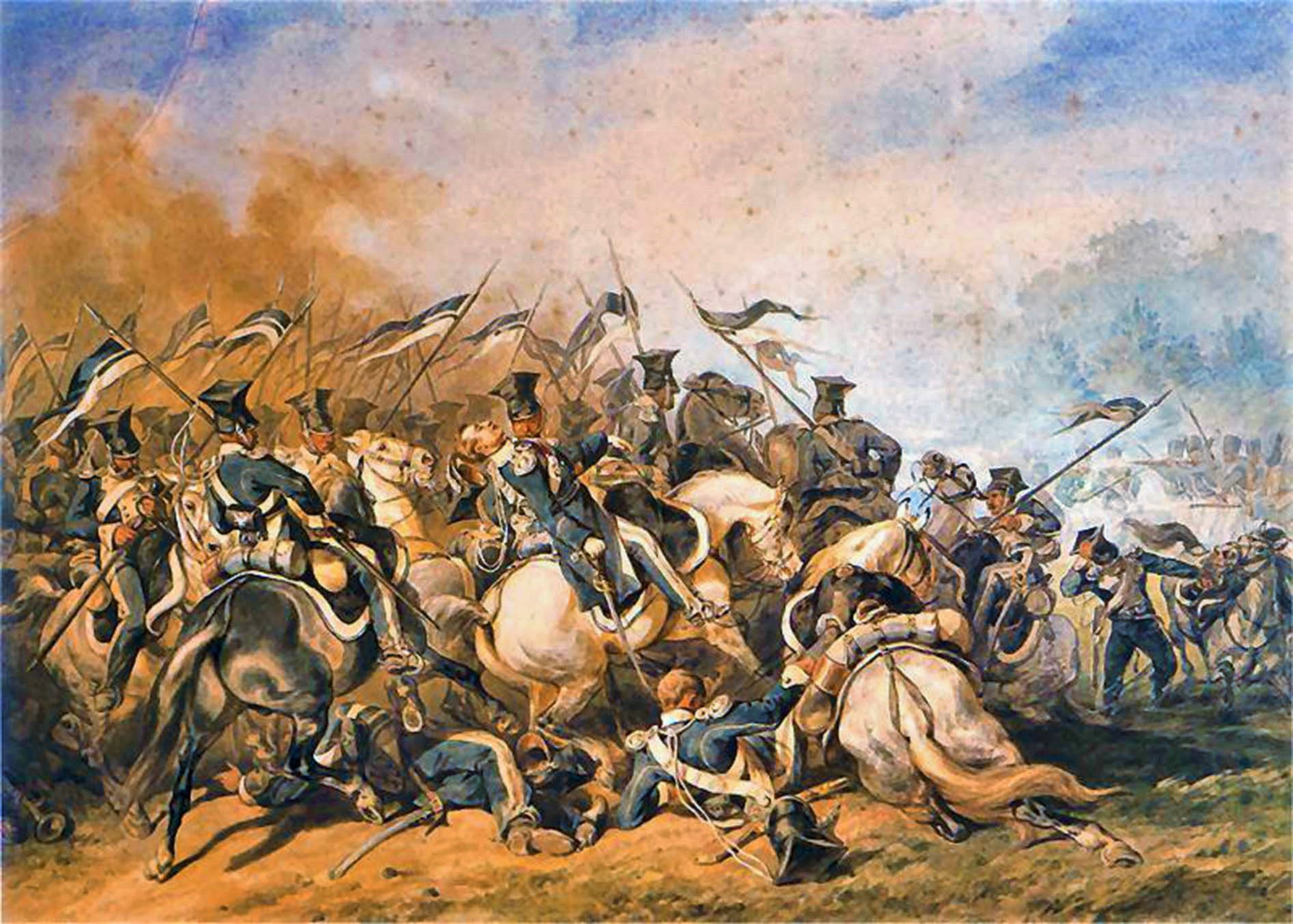
26 mai : bataille d'Ostroléka

- 26 mai : défaite des nationalistes polonais, affaiblis par le choléra, à Ostroléka[51].

- Juillet : émeutes à Saint-Pétersbourg liées à l’épidémie de choléra[55].
- 8 septembre : les troupes russes entrent à Varsovie[56]. Le soulèvement est violemment réprimé après les défaites des nationalistes. La Russie soumet la Pologne à une politique de répression et de russification. La Pologne cesse d’exister comme nation. Les Russes entreprennent une destruction systématique de la nationalité polonaise. La Constitution, la Diète et l’armée polonaises sont abolies, les Polonais privés de leurs libertés individuelles. Les universités sont fermées (universités de Varsovie, de Wilno et lycée de Krzemieniec, 1831-1833), les étudiants envoyés en Russie, les catholiques persécutés[57]. Dix mille patriotes s’exilent vers la Suisse, la Belgique et la France. Manifestations, émeutes, représailles sanglantes se succèdent.

- 18 décembre (6 décembre du calendrier julien) : règlement sur la participation de la noblesse aux élections locales en Russie[58]. Seuls ont droit de suffrage direct les nobles possédant plus de 100 âmes ou 3 000 déciatines de terre arable[59].

- Réunions à Moscou du Cercle de Stankevitch jusqu’en 1839 (Vissarion Belinski, Granovski, Bakounine)[60].

## Naissances en 1831
- 3 janvier : Enrico Gamba, peintre italien († 19 octobre 1883).
- 6 janvier : Hubert Bellis, artiste peintre, peintre et décorateur belge († 16 avril 1902).
- 8 janvier :
  - Victor-Lucien-Sulpice Lecot, cardinal français († 19 décembre 1908).
  - John Stith Pemberton, pharmacien américain († 16 août 1888).
- 11 janvier : Charles-Olivier de Penne, peintre et illustrateur français de l'École de Barbizon († 18 avril 1897).
- 17 janvier : Antonin Fanart, peintre français († 2 septembre 1903).
- 18 janvier : Pierre François Riga, violoniste et compositeur belge († 18 janvier 1892).
- 20 janvier : Louis-Siméon Morin, avocat et homme politique canadien († 7 mai 1879).
- 26 janvier : Joseph Trévoux, peintre français († 3 janvier 1909).

- 3 février : Louis Rémy Mignot, peintre américain d'origine française († 22 septembre 1870).
- 6 février : « El Tato » (Antonio Sánchez), matador espagnol († 7 février 1895).
- 10 février : Carl von Effner, jardinier paysagiste allemand († 22 octobre 1884).
- 13 février : Adolphe Piot, peintre français († 13 mai 1910).
- 23 février : Hendrik Willem Mesdag, peintre néerlandais († 10 juillet 1915).

- 11 mars : Nikolaï Gay, peintre russe († 13 avril 1894).
- 20 mars : Theodor Aman, peintre et graveur roumain d’origine arménienne († 19 août 1891).
- 23 mars : Wilhelm Sauer, facteur d'orgue allemand et fondateur de la maison Sauer († 9 avril 1916).
- 25 mars : Joséphine Clofullia, femme à barbe († octobre 1870).

- 2 avril : Théophile-Narcisse Chauvel, peintre, graveur, lithographe et photographe français († 28 décembre 1909).
- 12 avril : Constantin Meunier, peintre et sculpteur belge († 4 avril 1905).
- 15 avril : Eugène Poubelle, juriste, administrateur et diplomate français († 16 juillet 1907).
- 30 avril : Johann Sobeck, clarinettiste et compositeur allemand († 9 juin 1914).

- 13 mai : Philippe Parrot, peintre français († 14 mai 1894).
- 15 mai : Edward James Harland, constructeur de navires, baronnet et homme politique britannique († 24 décembre 1895).
- 26 mai : Jules Didier, peintre et lithographe français († 23 avril 1914).
- 29 mai : Manuel de Salamanca Negrete, militaire et homme politique espagnol († 5 février 1890).

- 2 juin : Gustave Lefèvre, compositeur et pédagogue français († 17 mars 1910).
- 7 juin : Eugène Lacheurié, compositeur et peintre français († 21 août 1907).
- 9 juin : Pierre-Jean Coquillat, canut et homme de théâtre français († 17 septembre 1915).
- 28 juin : 
  - József Joachim, violoniste hongrois († 15 août 1907).
  - Fernand de Rossius, homme politique belge († 29 novembre 1885).

- 5 juillet : Cordelia A. Greene, suffragette et médecin américaine († 28 janvier 1905).
- 7 juillet : Eugène Ketterer, pianiste et compositeur français († 18 décembre 1870).
- 29 juillet : Thomas Hodgkin, banquier et historien britannique († 2 mars 1913).

- 13 août : Salomon Jadassohn, pianiste et compositeur allemand († 1er février 1902).
- 20 août :
  - Eduard Suess, géologue autrichien († 26 avril 1914).
  - Amédée Rosier, peintre orientaliste français († 5 novembre 1914).
- 25 août : Benjamín Vicuña Mackenna, historien, écrivain et homme politique chilien († 25 janvier 1886).

- 7 septembre : Alexandre Falguière, sculpteur et peintre français († 19 avril 1900).
- 9 septembre : William Montagu-Douglas-Scott, homme politique britannique  († 5 novembre 1914).
- 14 septembre : Benjamín Victorica, militaire, avocat, académicien, enseignant, homme politique et diplomate argentin († 27 janvier 1913).

- 17 octobre : Marius Guindon, peintre et sculpteur français († 11 septembre 1918).
- 21 octobre : Hermann Hellriegel, chimiste allemand († 24 septembre 1895).

- 3 novembre : Paul Destribaud, compositeur français († 6 décembre 1911).
- 10 novembre : Sándor Károlyi, personnalité politique hongroise († 24 avril 1906).
- 14 novembre : Eliodoro Camacho, homme politique bolivien († 13 novembre 1899).
- 19 novembre : James Garfield, président des États-Unis († 19 septembre 1881).
- 22 novembre : Léopold Flameng, peintre, graveur et illustrateur français († septembre 1911).
- 27 novembre : Gustav Radde, explorateur et naturaliste allemand († 2 mars 1903).

- 2 décembre : Louis Victor Alquier, vice-amiral, inspecteur général de la Marine († 13 novembre 1906).
- 7 décembre : Léon-Charles Flahaut, peintre français († 20 juin 1920).
- 20 décembre : Helen Mabel Trevor, peintre de paysages et de genre d'Irlande du Nord († 3 avril 1900).
- 25 décembre : Johann von Herbeck, chef d'orchestre et compositeur autrichien († 28 octobre 1877).

- Date précise inconnue :
  - Ferdinando Cicconi, peintre italien († 1886).
  - Gaetano Fasanotti, peintre italien († 7 février 1882).

- Vers 1831 :
- Harry Emanuel, bijoutier et homme politique britannique († 17 janvier 1898).

## Décès en 1831
- 2 janvier : Giuseppe Longhi, peintre et graveur italien (° 13 octobre 1766).
- 6 janvier : Rodolphe Kreutzer violoniste et compositeur français (° 15 novembre 1766).
- 20 janvier : Alexandre Molinari, peintre et dessinateur prussien d'origine italienne (° 5 janvier 1772).

- 28 mars : Domingo Matheu, homme d’affaires, pilote de navire et homme politique espagnol puis argentin (° 4 août 1765).

- 7 avril : Henry Phipps, 1er comte de Mulgrave, homme politique britannique (° 14 février 1775).
- 14 avril : Alexandre Camille Taponier, général français (° 2 février 1749).
- 19 avril : Johann Gottlieb Friedrich von Bohnenberger, astronome, mathématicien et physicien allemand (° 5 juin 1765).
- 29 avril : Giuseppe Pietro Bagetti, peintre italien (° 14 avril 1761).

- 20 mai : l’abbé Grégoire, militant pour l’abolition de l’esclavage (° 4 décembre 1750).
- 24 mai : James Peale, peintre américain (° 1749).

- 22 juin : Isaac-François Lefébure-Wely, organiste, pianiste et compositeur français (° vers 1756).
- 23 juin : Mateo Albéniz, prêtre et compositeur espagnol (° 21 novembre 1755).
- 27 juin : Sophie Germain, mathématicienne et philosophe française (° 1er avril 1776).
- 29 juin : le baron Heinrich Friedrich Karl vom Stein, homme politique prussien, qui œuvra par ses réformes pour la modernisation de la Prusse (° 25 octobre 1757).

- 4 juillet : James Monroe, président des États-Unis (° 28 avril 1758).
- 13 juillet : James Northcote, peintre britannique (° 22 octobre 1746).
- 25 juillet : Julien Navoigille, musicien français (° vers 1749).

- 13 août : Dic Penderyn, mineur gallois (° 1807/1808).
- 27 août : François Dumont, miniaturiste lorrain puis, après 1766, français (° 7 janvier 1751).

- 10 octobre : Johann Christian Ludwig Hellwig, entomologiste allemand (° 8 novembre 1743).
- 26 octobre : Jacques Labrie, médecin, homme politique, journaliste, professeur et historien canadien (° 4 janvier 1787).

- 4 novembre : James Pitot, maire de La Nouvelle-Orléans (° 1761).
- 14 novembre : Hegel, philosophe allemand (° 27 août 1770).
- 16 novembre :
  - René Desfontaines, botaniste français (° 14 février 1750).
  - Carl Gottlieb von Clausewitz, général prussien, père de la stratégie moderne (° 1er juin 1780).

- 4 décembre : Juan Antonio Álvarez de Arenales, militaire et homme politique espagnol puis argentin (° 13 juin 1770).
- 10 décembre :
  - Johann Friedrich Jacobi, homme politique allemand (° 5 juillet 1765).
  - Thomas Johann Seebeck, physicien allemand découvreur de la thermoélectricité (° 9 avril 1770).
- 26 décembre : Stephen Girard, armateur, banquier et philanthrope américain d'origine française (° 20 mai 1750).

- Date inconnue :
  - Agostino Cappelli, architecte, sculpteur et peintre italien (° 1751).
  - Nikifore Krylov, peintre russe (° 1802).